# 円教寺 (館林市)
圓教寺（えんきょうじ）は、群馬県館林市にある日蓮宗の寺院。

## 歴史
1576年（天正4年）、日胤によって開山された。日胤は身延山久遠寺の僧侶であったが、当地を巡錫した折に信徒からの希望もあり、寺を創建したのが当寺の起源である。元々は、現在の同市加法師町に位置していたが、1594年（文禄3年）に現在地に移転した。1721年（享保6年）に館林藩の藩主だった松平清武によって越智松平家の菩提寺となった。
当寺には、館林藩医で種痘所を設けた長澤理玄や藩士の木呂子退蔵の墓がある。

## 交通アクセス
- 館林駅より徒歩24分。